# 永康門
永康門是臺灣府城的東外城的北門，為清朝道光十二年（1832年）的張丙之亂平息後，在大東門外所加建的東外城三座城門之一。永康門東外城北邊。在今勝利國小以北的勝利路12巷口。永康門於日治時代遭到拆毀。